# 伊韦特河畔维勒邦
伊韦特河畔维勒邦（法語：Villebon-sur-Yvette，法語發音：[vilbɔ̃ syʁ ivɛt] ⓘ）是法国法蘭西島大區埃松省的一个市镇，属于帕莱索区。

## 地理
伊韦特河畔维勒邦（48°42'0"N, 2°13'40"E）面积7.41 平方千米，位于法国法蘭西島大區埃松省，该省份为法国北部内陆省份，北起上塞纳省和马恩河谷省，西接厄尔-卢瓦省和伊夫林省，南至卢瓦雷省，东临塞纳-马恩省。
与伊韦特河畔维勒邦接壤的市镇（或旧市镇、城区）包括：帕萊索、尚普朗、奧賽、索莱沙特勒、维勒瑞斯特、莱叙利斯。

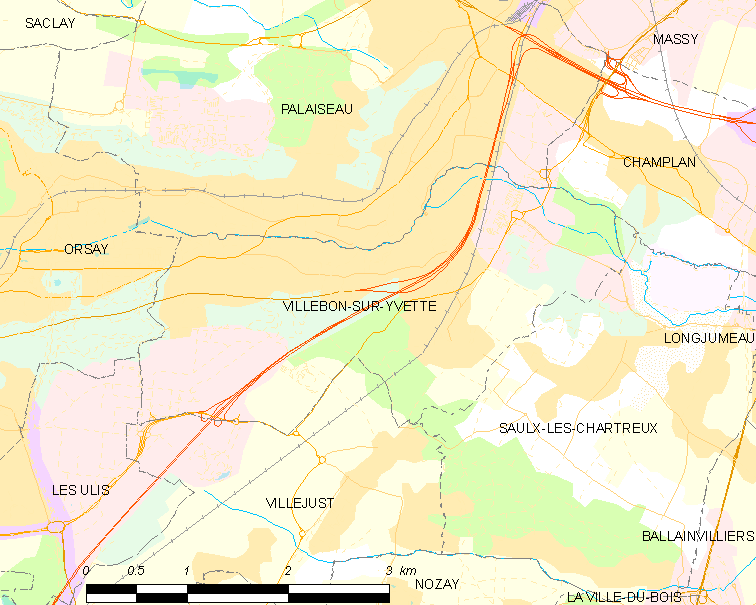
伊韦特河畔维勒邦的OSM定位图

伊韦特河畔维勒邦的时区为UTC+01:00、UTC+02:00（夏令时）。

## 行政
伊韦特河畔维勒邦的邮政编码为91140，INSEE市镇编码为91661。

## 政治
伊韦特河畔维勒邦所属的省级选区为莱叙利斯县。

## 人口

1962-2008年间伊韦特河畔维勒邦人口变化图示

伊韦特河畔维勒邦于2022年1月1日时的人口数量为10353人。

## 友好城市
- 德国陶努斯山麓利德巴赫 1985年
- 西班牙拉斯罗萨斯-德马德里 1990年
- 英国维特纳什（英语：Whitnash） 1992年
- 拉脫維亞薩爾杜斯 1994年